# Vitalij Lazarevich Ginzburg
Vitalij Lazarevich Ginzburg (tiếng Nga: Виталий Лазаревич Гинзбург; 4 tháng 10 năm 1916 – 8 tháng 11 năm 2009) là một nhà vật lý lý thuyết, nhà vật lý thiên thể người Nga, viện sĩ Viện Hàn lâm Khoa học Nga và là một trong các cha đẻ của bom hydrogen của Xô Viết. Ông đã đoạt giải Nobel Vật lý năm 2003.
Ông là người kế thừa Igor Tamm làm trưởng phân ban Vật lý lý thuyết của Viện Vật lý Lebedev (Lebedev Physical Institute|FIAN), và là một người vô thần trực ngôn.

## Cuộc đời và Sự nghiệp
Ông sinh trong một gia đình Do Thái ở Moskva năm 1916, và tốt nghiệp Phân khoa Vật lý của Đại học quốc gia Moskva năm 1938. Ông đậu bằng Kandidat (thạc sĩ) năm 1940, và bằng tiến sĩ năm 1942. Ông làm việc trong Viện Vật lý Lebedev ở Moskva từ năm 1940.
Trong số các thành tựu của ông có một phần lý thuyết Hiện tượng học của tính siêu dẫn (superconductivity), lý thuyết Ginzburg-Landau, triển khai với Landau năm 1950; lý thuyết của sự truyền sóng điện từ trong Plasma (ví dụ, trong tầng điện ly); và một lý thuyết về nguồn gốc của bức xạ vũ trụ. Ông cũng được biết đến là nhà sinh học, thành phần của nhóm khoa học gia đã giúp hạ bệ sự ngự trị của nhà nông học chống-Mendel Trofim Lysenko có liên quan tới chính trị, vì vậy cho phép khoa học di truyền hiện đại trở lại Liên bang Xô Viết.
Ginzburg là chủ bút của báo khoa học Uspekhi Fizicheskikh Nauk. Ông cũng là người đứng đầu Phân ban các vấn đề Vật lý và Vật lý thiên thể mà ông thành lập ở Học viện Vật lý và Công nghệ Moskva (Moscow Institute of Physics and Technology) năm 1968.
Ginzburg tự coi mình là một người Do Thái thế tục, và sau khi chế độ cộng sản sụp đổ ở Liên Xô cũ, ông đã hoạt động tích cực trong sinh hoạt của người Do Thái, đặc biệt tại Nga, nơi ông làm thành viên của Ban giám đốc Đại hội người Do Thái ở Nga. Ông cũng nổi tiếng là người đấu tranh chống chủ nghĩa bài Do Thái và ủng hộ nước Israel.

## Thái độ về tôn giáo
Ginzburg là một người vô thần công khai, cả dưới thời chính phủ Xô Viết vô thần và thời nước Nga hậu cộng sản, khi mà tôn giáo phục hồi mạnh mẽ. Ông đã bảo vệ chủ nghĩa vô thần trên báo chí và viết nhiều sách về vấn đề tôn giáo và chủ nghĩa vô thần. Vì thế, một số nhóm Kitô hữu Chính thống giáo kịch liệt phản đối ông và nói rằng không một giải thưởng khoa học nào có thể cáo lỗi cho các sự công kích bằng lời của ông đối với Giáo hội Chính thống giáo Nga.
Ông cũng là một trong những người ký tên vào "Thư ngỏ gửi tổng thống Vladimir V. Putin của các viện sĩ Viện Hàn lâm Khoa học Nga chống việc giáo quyền hóa" ở Nga.

## Từ trần
Irina Presnyakova, phát ngôn viên của Viện Hàn lâm Khoa học Nga, thông báo là Ginzburg đã từ trần tại Moskva ngày 8.11.2009, do tim ngừng đập. Ông đã bị bệnh từ nhiều năm trước, và trước đây 3 năm ông đã nói: "Nói chung, tôi muốn là một người có tín ngưỡng. Tôi đã 90 tuổi và bị kiệt sức vì bệnh tật. Đối với các người có tín ngưỡng thì dễ chịu đựng bệnh tật và những gian khổ khác của cuộc sống. Nhưng tôi phải làm sao đây? Tôi không thể tin vào sự sống lại sau khi chết."
Thủ tướng Nga Vladimir Putin đã gửi lời chia buồn tới gia đình Ginzburg, nói rằng "Chúng tôi chào vĩnh biệt một nhân vật đặc biệt với tài năng lỗi lạc, có sức mạnh đặc biệt về chí khí, sự kiên quyết của niềm tin gợi ra sự kính trọng đích thực từ các bạn đồng nghiệp". Tổng thống Nga Dmitry Medvedev – trong thư chia buồn – đã mô tả Ginzburg là một "nhà vật lý hàng đầu của thời đại chúng ta, người mà những khám phá đã có ảnh hưởng lớn lao tới sự phát triển khoa học quốc gia và thế giới."
Ginzburg được an táng ngày 11.11.2009 tại Nghĩa trang Novodevichy ở Moskva, nơi an nghỉ của nhiều chính trị gia, nhà văn và nhà khoa học nổi tiếng của Nga.

## Các giải thưởng và vinh dự
- Giải Nhà nước Liên Xô (USSR State Prize) năm 1953
- Giải Lenin năm 1966
- Huy chương vàng của Hội Khoa học Hoàng gia (Anh) năm 1991
- Giải Wolf Vật lý năm 1994/5
- Huy chương vàng Lomonosov năm 1995
- Giải Nobel Vật lý năm 2003, chung với Alexei Alexeevich Abrikosov và Anthony James Leggett cho "các đóng góp mở đường cho lý thuyết các chất siêu dẫn và siêu lỏng" của họ[12]